# Resolución 195 del Consejo de Seguridad de las Naciones Unidas
La resolución 195 del Consejo de Seguridad de las Naciones Unidas, adoptada por unanimidad el 9 de octubre de 1964, después de examinar la solicitud de Malaui para la membresía en las Naciones Unidas, el Consejo recomendó a la Asamblea General que Malaui fuese admitida.